# Kelme (przedsiębiorstwo)
Kelme – hiszpańskie przedsiębiorstwo zajmujące się produkcją odzieży, obuwia i sprzętu sportowego. Przedsiębiorstwo zostało założone w 1977 przez braci Diego i José Quiles.
Od momentu założenia firma koncentruje się na produkcji odzieży sportowej i obuwia. Sprzęt marki Kelme towarzyszył m.in. Conchicie Martínez przy zwycięstwie w Wimbledonie, koszykarzowi Jordiemu Villacampie czy olimpijczyku Fermínie Cacho. Kelme jest również sponsorem technicznym, głównie w piłce nożnej. W strojach tej firmy grały takie drużyny jak Deportivo Alavés, Elche CF, Levante UD, Villareal CF, Málaga CF, Rayo Vallecano i wiele innych. Przedsiębiorstwo od kilku lat jest sponsorem technicznym futsalowej Primera División, a piłka Kelme Olimpo Gold jest oficjalną piłką meczową tejże ligi. Firma była również oficjalnym sponsorem hiszpańskiej drużyny olimpijskiej w Barcelonie '92, a przez 4 sezony, w latach 1994–1998, sponsorowała Real Madryt. Wspólnie z rządem Wspólnoty Walenckiej była sponsorem tytularnym klubu kolarskiego Kelme.
Kelme jest właścicielem i sponsorem technicznym klubu Kelme CF.
Obecnie firma sprzedaje swoje produkty na pięciu kontynentach w ponad 40 krajach, w tym w Czechach i Polsce.